# Tony Lip
Frank Anthony Vallelonga Sr., mer känd som Tony Lip, född 30 juli 1930 i Beaver Falls, Pennsylvania, död 4 januari 2013 i Teaneck, New Jersey, var en amerikansk skådespelare. Hans mest kända roll är som maffiabossen Carmine Lupertazzi i tv-serien Sopranos (1999–2007). Han spelade också maffiamedlemmarna Francesco Manzo i Maffiabröder (1990) och Philip Giaccone i Donnie Brasco (1997).
Under 1960-talet var Tony Lip chaufför och livvakt för pianisten Don Shirley. Deras relation har skildrats i den Oscarsvinnande filmen Green Book från 2018. Tony Lip spelas då av Viggo Mortensen.

## Filmografi i urval
- 1972 – Gudfadern (ej krediterad)
- 1975 – En satans eftermiddag (ej krediterad)
- 1980 – Tjuren från Bronx (ej krediterad)
- 1984 – Den stora stöten
- 1985 – Drakens år
- 1989 – Lock Up
- 1990 – Maffiabröder
- 1991 – 29th Street
- 1992 – Oskyldigt blod
- 1993 – Who's the Man?
- 1997 – Donnie Brasco
- 1999–2007 – Sopranos (TV-serie)
- 2006 – All In
- 2008 – Stiletto